# Museo universitario di paleontologia
Il Museo universitario di paleontologia è un museo scientifico situato a Modena.

## Storia
Sorto nel secondo decennio dell'Ottocento come Gabinetto di Storia Naturale, il museo ha in realtà radici ancor più lontane, poiché la prima raccolta di reperti naturalistici pervenuta all'Università di Modena risale al 1786, quando il vescovo di Modena Giuseppe Maria Fogliani lasciò la propria collezione al Rettorato. La porzione più rilevante del patrimonio museale si è costituita però nella seconda metà del XIX secolo grazie ad alcune importanti donazioni. L'esposizione esibisce per la maggior parte fossili animali, vertebrati e invertebrati, ma non mancano reperti vegetali. 
Testimonianze provenienti dalle formazioni del Neogene dell'Appennino tosco-emiliano rappresentano il segmento patrimoniale più consistente e si debbono all'attività di ricerca di diversi docenti di paleontologia dell'università modenese e naturalisti del calibro di Pietro Doderlein e Dante Pantanelli. Fra questi, per il loro interesse meritano menzione i resti di rettili marini del Cretaceo e del Mesozoico. Parte dello scheletro di una balenottera recuperato circa trenta anni fa completa la serie di fossili locali di origine pelagica. Nel 1926 il museo acquisì la raccolta malacologica Coppi, con esemplari anch'essi originari dall'Appennino modenese. Nel 1946 sono pervenuti i fossili Bentivoglio (vegetali del Carbonifero superiore) e successivamente le raccolte Montanaro Gallitelli (fossili di ogni parte del mondo). Negli anni 1960 si ebbe l'acquisizione di scheletri di un Camptosauro e di un Allosauro dai giacimenti dello Utah, che, insieme ad un Ittiosauro del Giurassico inferiore (Germania occidentale) perfettamente conservato e ricevuto in dono dalla Fondazione Ligabue, campeggiano nella "Sala dei Dinosauri". Notevole anche la raccolta di pesci eocenici e palme fossili originaria del celebre deposito di Bolca, nel territorio veronese. Ricchissime sono pure le collezioni di microfossili, in particolare, la collezione Di Napoli, uno dei fondatori della moderna disciplina della micropaleontologia.

## Sedi
Il museo universitario di paleontologia è dislocato a Modena in tre sedi:
- la sede principale del Dipartimento, in via dell'Università, ospita le collezioni di invertebrati e vegetali fossili, oltre che le attività didattiche e di ricerca;
- in via Berengario 14, già sede del Museo di Anatomia, sono ospitate la Sala dei Dinosauri e le collezioni di vertebrati fossili;
- nel Foro Boario si trova la sede di allestimento delle mostre del Dipartimento.